# Maciej Bieniek
Maciej Jarosław Bieniek (ur. 14 lipca 1981 w Człuchowie) – polski samorządowiec i urzędnik, z wykształcenia prawnik, w latach 2010–2020 burmistrz Obrzycka, w latach 2020–2021 wicewojewoda wielkopolski.

## Życiorys
Pochodzi ze Szczecinka, gdzie został absolwentem III Liceum Ogólnokształcącego im. Marii Skłodowskiej-Curie. Przez pewien czas pracował w Stanach Zjednoczonych. W 2006 ukończył prawo w Europejskiej Wyższej Szkole Prawa i Administracji w Warszawie. Kształcił się też na studiach typu MBA w Wyższej Szkole Handlu i Usług w Poznaniu oraz na studiach podyplomowych z zarządzania oświatą, organizacji pomocy społecznej i przygotowania pedagogicznego. Pracował jako wychowawca i funkcjonariusz Służby Więziennej w Zakładzie Karnym we Wronkach. Kierował także działem organizacji i logistyki w Przedsiębiorstwie Wodociągów i Kanalizacji w Szczecinku.
W 2010, 2014 i 2018 w pierwszej turze wygrywał wybory na burmistrza Obrzycka z ramienia lokalnego komitetu (w 2018 przy braku kontrkandydatów). Zaangażował się potem w działalność ugrupowania Porozumienie, którego był przewodniczącym w okręgu poznańskim (od maja 2021, a od września 2020 jako p.o.). 24 stycznia 2020 został powołany na stanowisko drugiego wicewojewody wielkopolskiego, odpowiedzialnego m.in. za kwestie obywatelskie i cudzoziemców. W związku z tym wyborem zakończył pełnienie funkcji burmistrza. 30 lipca 2021 złożył rezygnację z pełnienia urzędu. 1 sierpnia 2021 powołany na stanowisko wiceprezesa Miejskiej Spółki Komunalnej Aqualift w Międzychodzie. 13 dni później, po odejściu Porozumienia z koalicji rządowej, ogłosił wystąpienie z partii. W tym samym roku związał się ze stowarzyszeniem OdNowa RP. Pracował następnie jako prezes Miejskiej Energetyki Cieplnej w Pile oraz w Miejskiej Spółce Komunalnej Aqualift w Międzychodzie.

## Życie prywatne
Żonaty, ma dwóch synów.